# العلاقات الفيتنامية المالية
العلاقات الفيتنامية المالية هي العلاقات الثنائية التي تجمع بين فيتنام ومالي.

## مقارنة بين البلدين
هذه مقارنة عامة ومرجعية للدولتين:
| وجه المقارنة                                              | فيتنام           | مالي            |
| --------------------------------------------------------- | ---------------- | --------------- |
| المساحة (كم2)                                             | 331.69 ألف       | 1.24 مليون      |
| عدد السكان (نسمة)                                         | 94.66 مليون      | 18.54 مليون     |
| الكثافة السكانية (ن./كم²)                                 | 285.39           | 14.95           |
| العاصمة                                                   | هانوي            | باماكو          |
| اللغة الرسمية                                             | اللغة الفيتنامية | لغة فرنسية      |
| العملة                                                    | دونغ فيتنامي     | فرنك غرب أفريقي |
| الناتج المحلي الإجمالي (بليون دولار)                      | 234.19 مليار     | 15.29 مليار     |
| الناتج المحلي الإجمالي (تعادل القوة الشرائية) بليون دولار | 553.42 مليار     | 35.69 مليار     |
| الناتج المحلي الإجمالي الاسمي للفرد دولار أمريكي          | 2.48 ألف         | 724             |
| الناتج المحلي الإجمالي للفرد دولار أمريكي                 | 5.63 ألف         | 1.60 ألف        |
| مؤشر التنمية البشرية                                      | 0.666            | 0.419           |
| رمز المكالمات الدولي                                      | +84              | +223            |
| رمز الإنترنت                                              | .vn              | .ml             |
| المنطقة الزمنية                                           | ت ع م+07:00      | 00              |

## منظمات دولية مشتركة
يشترك البلدان في عضوية مجموعة من المنظمات الدولية، منها:
| علم المنظمة | اسم المنظمة                        | تاريخ انضمام فيتنام | تاريخ انضمام مالي |
| ----------- | ---------------------------------- | ------------------- | ----------------- |
|             | مؤسسة التنمية الدولية              | 24 سبتمبر 1960      | 27 سبتمبر 1963    |
|             | الأمم المتحدة                      | 20 سبتمبر 1977      | 28 سبتمبر 1960    |
|             | منظمة التجارة العالمية             | 11 يناير 2007       | ?                 |
|             | منظمة الشرطة الجنائية الدولية      | ?                   | ?                 |
|             | الاتحاد الدولي للاتصالات           | 24 سبتمبر 1951      | 21 أكتوبر 1960    |
|             | الفريق المعني برصد الأرض           | ?                   | ?                 |
|             | البنك الدولي للإنشاء والتعمير      | 21 سبتمبر 1956      | 27 سبتمبر 1963    |
|             | الاتحاد البريدي العالمي            | ?                   | ?                 |
|             | منظمة حظر الأسلحة الكيميائية       | ?                   | ?                 |
|             | مؤسسة التمويل الدولية              | 4 أغسطس 1967        | 9 مايو 1978       |
|             | وكالة ضمان الاستثمار متعدد الأطراف | 5 أكتوبر 1994       | 22 أكتوبر 1992    |
|             | يونسكو                             | 6 يوليو 1951        | 7 نوفمبر 1960     |

## وصلات خارجية
- موقع وزارة الخارجية الفيتنامية